# Knut Haraldsson Soop
Knut Haraldsson Soop, död 26 juli 1566 utanför Ölands norra udde, var en svensk hövitsman och riddare.

## Biografi
Knut Haraldsson Soop var son till riksrådet Harald Knutsson. Han misstroddes först av Gustav Vasa, och först 1552 erhöll han som ett nådevedermäle häradshövdingetjänsten i Rasbo härad. 1555–1558 var han hövitsman över bösseskyttarna i Viborg. Erik XIV visade honom större uppskattning och slog honom bland annat till riddare vid sin kröning 1561. När 1563 Nordiska sjuårskriget bröt ut, blev Soop hövitsman över den truppstyrka, som avdelades att angripa Norge. Han erövrade Härjedalen och Jämtland, men erövringarna blev inte bestående. 1564 sände Erik sin kammarjunkare Claude Collart på en expedition mot Trondheim. Missledd av dennes optimistiska rapporter började kungen snart anse erövringen av Nordnorge som säker och utsåg Knut Haraldsson Soop till ståthållare där. Collart blev emellertid överrumplad av norska trupper, och 30 maj fick Soop order att skynda till undsättning. Då hade Collart redan 22 maj kapitulerat, och den truppstyrka som Soop uppbådat i norra Sverige vägrade att följa honom in i Norge, varför han inte kunde uträtta något. Kungen anmodade honom då att inställa sig i Stockholm, där han inför den kungliga nämnden anklagades för försumlighet. Sedan Soop i krigssakerna presenterat ett klart försvar, upptogs ett par veckor senare en ny anklagelse mot honom, uppenbarligen för att till varje pris få material till en fällande dom mot honom. Han beskylldes för att med orätt ha tillägnat sig några gårdar i Uppland under påstående att skänkts till honom av Erik XIV, vilket denne förnekade. Nämnden dömde honom då skyldig. Soop togs dock senare till nåder igen och var 1566 hövitsman på Klas Horns flotta. Samma år stupade han i Tredje slaget vid Ölands norra udde.